# 黒須和清
黒須 和清（くろす かずきよ、1955年 - ）は、日本のペーパークラフト作家。東京都出身。洗足こども短期大学客員教授。